# Chirurgie (nouvelle)
Pour l’article homonyme, voir Chirurgie.
Chirurgie est une nouvelle d'Anton Tchekhov, parue en 1884.

## Historique
Chirurgie est initialement publiée dans la revue russe Les Éclats, no 32, du 11 août 1884, signé A. Tchékhonte.  

## Résumé
Ce matin, en l’absence du médecin, c’est l’infirmier-chef Kouriatine qui fait les consultations à l’hôpital provincial.
Le sacristain Vonmiglassov arrive avec une douleur dans la bouche, il ne peut plus chanter à l’office. Kouriatine l’examine, il faut arracher une dent : va-t-il utiliser un davier ou un pied-de-biche ? 
Le pied-de-biche fera l’affaire. Il tire, mais le diacre retient son bras, la douleur est trop forte, la dent résiste, elle craque, elle a cassé. Kouriatine insulte Vonmiglassov, il a arraché des dents a des personnages dont le costume valait cent roubles : pourquoi se plaint-il ?

## Édition française
- Chirurgie, traduit par Madeleine Durand et André Radiguet (révisé par Lily Denis), in Œuvres I, Paris, Éditions Gallimard, coll. « Bibliothèque de la Pléiade » no 197, 1968  (ISBN 978-2-07-0105-49-6).